# Leistungsklasse A 2008/09
Die Saison 2008/2009 der Leistungsklasse A war die 20. Austragung der höchsten Spielklasse im Schweizer Fraueneishockey und zugleich die 23. Schweizer Meisterschaft. Den Titel gewann zum dritten Mal in der Vereinsgeschichte der HC Lugano.

## Modus
Der Spielmodus sieht eine Vor- und Zwischenrunden sowie Play-offs (Best-of-Three) und Play-outs vor. Die Vor- und Zwischenrunde bestehen jeweils aus Hin- und Rückrunde mit 12 respektive 10 Spielen je Mannschaft. Vor der Zwischenrunde werden die gesammelten Punkte geteilt, die Mannschaft auf Platz 7 nimmt direkt an den Playouts teil. Nach der Zwischenrunde spielen die Mannschaften auf den Rängen 1–4 in den Play-offs um den Schweizer Meistertitel, während für die Mannschaften auf den Plätzen 5 und 6 die Saison beendet ist.
In den Play-outs spielt die Mannschaft auf Platz 7 der Vrrounde gegen die vier besten Mannschaften der LKB um den Auf- und Abstieg.
Die Spiele der Leistungsklasse A werden nach der Drei-Punkte-Regel gewertet: Für einen Sieg nach regulärer Spielzeit gibt es drei Punkte, für einen Sieg nach Verlängerung oder Penaltyschiessen zwei Punkte, für eine Niederlage nach Verlängerung oder Penaltyschiessen einen Punkt und für eine Niederlage nach regulärer Spielzeit null Punkte.

## Teilnehmer
Aufgrund des Rückzugs des DEHC Biel aus finanziellen Gründen kurz vor Saisonbeginn starteten nur sieben Mannschaften in die Saison 2008/09.
| Team             | Trainer                             | Spielstätte                          |
| ---------------- | ----------------------------------- | ------------------------------------ |
| Küssnachter SC   | Flori Wohler                        | Rigihalle, Küssnacht am Rigi         |
| HC Lugano        | Tom Angelitti, Angelo Petraglia     | Resega, Lugano                       |
| DHC Langenthal   | Hans Brechbühler, Marc Heiniger     | Eishalle Schoren, Langenthal         |
| SC Reinach       | Philipp Steiner, Christoph Schaerer | Eishalle Oberwynental, Reinach       |
| EV Bomo Thun     | Edi Grubauer, Bruno Golob           | Kunsteisbahn Grabengut, Thun         |
| EHC Visp         | Roman Kolb, Olivier Albert          | Litterna-Halle, Visp                 |
| ZSC Lions Frauen | Ernst Meier, Cordula Hächler        | Kunsteisbahn Oerlikon (KEBO), Zürich |

## Hauptrunde

### Qualifikation
Abkürzungen: Sp = Spiele, S = Siege, OTS = Sieg nach Verlängerung o. Penaltyschiessen, N = Niederlagen
| Rang | Verein           | Sp | S  | OTS | OTN | N  | Tore  | Punkte |
| ---- | ---------------- | -- | -- | --- | --- | -- | ----- | ------ |
| 1.   | HC Lugano        | 12 | 10 | 0   | 1   | 1  | 82:34 | 31     |
| 2.   | ZSC Lions Frauen | 12 | 10 | 0   | 1   | 1  | 72:31 | 31     |
| 3.   | SC Reinach       | 12 | 6  | 3   | 0   | 3  | 41:31 | 24     |
| 4.   | DHC Langenthal   | 12 | 6  | 0   | 2   | 4  | 56:39 | 2      |
| 5.   | Küssnachter SC   | 12 | 3  | 1   | 0   | 8  | 32:56 | 11     |
| 6.   | EV Bomo Thun     | 12 | 3  | 0   | 0   | 9  | 19:61 | 9      |
| 7.   | EHC Visp         | 12 | 0  | 0   | 0   | 12 | 24:74 | 0      |

### Zwischenrunde
| Rang | Verein         | Sp | S  | OTS | OTN | N | Tore  | Punkte |
| ---- | -------------- | -- | -- | --- | --- | - | ----- | ------ |
| 1.   | HC Lugano      | 10 | 10 | 0   | 0   | 0 | 64:23 | 46     |
| 2.   | ZSC Lions      | 10 | 5  | 0   | 1   | 4 | 55:34 | 32     |
| 3.   | DHC Langenthal | 10 | 6  | 0   | 0   | 4 | 47:32 | 28     |
| 4.   | Küssnachter SC | 10 | 4  | 1   | 1   | 4 | 26:34 | 21     |
| 5.   | SC Reinach     | 10 | 2  | 1   | 0   | 7 | 18:37 | 20     |
| 6.   | EV Bomo Thun   | 10 | 1  | 0   | 0   | 9 | 18:68 | 8      |

### Beste Scorer
Stand: Nach der Zwischenrunde; Fett: Bestwert
| Spieler            | Mannschaft     | Tore | Assists | Punkte |
| ------------------ | -------------- | ---- | ------- | ------ |
| Carly Haggard      | HC Lugano      | 46   | 25      | 71     |
| Jennifer Hitchcock | ZSC Lions      | 36   | 23      | 59     |
| Kira Misikowetz    | HC Lugano      | 29   | 26      | 55     |
| Laura Ruhnke       | ZSC Lions      | 25   | 26      | 51     |
| Katrin Nabholz     | ZSC Lions      | 13   | 27      | 40     |
| Cyndy Kenyon       | DHC Langenthal | 22   | 17      | 39     |
| Hayley Moore       | DHC Langenthal | 21   | 10      | 31     |
| Darcia Leimgruber  | DHC Langenthal | 16   | 14      | 30     |
| Silvia Bruggmann   | Küssnachter SC | 20   | 8       | 28     |
| Nicole Bullo       | HC Lugano      | 18   | 10      | 28     |
| Grace Hutchins     | DHC Langenthal | 10   | 14      | 24     |
| Danielle Bourgette | HC Lugano      | 9    | 14      | 23     |
| Michaela Ďurčanská | Küssnachter SC | 11   | 11      | 22     |
| Nina Waidacher     | ZSC Lions      | 10   | 12      | 22     |
| Anne Tuomanen      | SC Reinach     | 10   | 10      | 20     |

## Play-offs
|  | Halbfinal | Halbfinal        | Halbfinal |                  |  | Final | Final            | Final |
|  |           |                  |           |                  |  |       |                  |       |
|  |           |                  |           |                  |  |       |                  |       |
|  | 1.        | HC Lugano        | 2         |                  |  |       |                  |       |
|  | 4.        | Küssnachter SC   | 0         |                  |  | 1.    | HC Lugano        | 2     |
|  |           |                  |           |                  |  | 3.    | DHC Langenthal   | 1     |
|  |           |                  |           |                  |  |       |                  |       |
|  |           |                  |           | Spiel um Platz 3 |  |       |                  |       |
|  | 2.        | ZSC Lions Frauen | 0         |                  |  |       |                  |       |
|  | 3.        | DHC Langenthal   | 2         |                  |  | 2.    | ZSC Lions Frauen | 7     |
|  |           |                  |           |                  |  | 4.    | Küssnachter SC   | 4     |
|  |           |                  |           |                  |  |       |                  |       |

### Halbfinal
HC Lugano – Küssnachter SC
| 22. Februar 2009 15:15 Uhr | HC Lugano Nathalie Buser (0:57) Stephanie Gyseler (7:34) Carly Haggard (8:31) Carly Haggard (34:34) Carly Haggard (38:44) Ruth Künzle (38:57) Fiona McLeod (44:06) Bettina Meyer (44:14) Kira Misikowetz (46:32) Fiona McLeod (47:36) Ruth Künzle (50:44) Danielle Bourgette (54:41) | 12:1 (3:0, 3:1, 6:0) Spielbericht | Küssnachter SC Stéphanie Lanz (27:58) | Pista Resega, Lugano Zuschauer: 91 |

| 28. Februar 2009 16:00 Uhr | Küssnachter SC | 3:8 (1:3, 1:3, 1:2) Spielbericht | HC Lugano | Eishalle am Rigi, Küssnacht Zuschauer: 75 |

ZSC Lions – DHC Langenthal
| 22. Februar 2009 10:15 Uhr | ZSC Lions Frauen Jennifer Hitchcock (8:39) Nina Waidacher (52:10) | 2:3 (1:2, 0:1, 1:0) Spielbericht | DHC Langenthal Darcia Leimgruber (4:38) Kenyon Cyndy (13:26) Darcia Leimgruber (27:48) | KEBO Oerlikon, Zürich Zuschauer: 77 |

| 28. Februar 2009 20:00 Uhr | DHC Langenthal Martine Garland (14:40) Darcia Leimgruber (17:03) Cyndy Kenyon (24:45) Sandra Thalmann (29:41) Cyndy Kenyon (44:06) Martine Garland (44:57) Cyndy Kenyon (59:20) | 7:3 (2:1, 2:2, 3:0) Spielbericht | ZSC Lions Katrin Nabholz (12:21) Jennifer Hitchcock (22:45) Laura Ruhnke (23:23) | Schorenhalle, Langenthal Zuschauer: 85 |

### Spiel um Platz 3
| 7. März 2009 17:00 Uhr | ZSC Lions | 7:4 (3:0, 1:1, 3:3) Spielbericht | Küssnachter SC | Eissporthalle, Bäretswil Zuschauer: 55 |

### Final
| 8. März 2009 18:00 Uhr | HC Lugano Carly Haggard (2:03) Danielle Bourgette (5:04) Kira Misikowetz (7:54) Carly Haggard (10:04) Stephanie Gyseler (16:38) | 5:2 (5:1, 0:0, 0:1) Spielbericht | DHC Langenthal Jennifer Barmettler (10:31) Darcia Leimgruber (57:57) | Pista Resega, Lugano Zuschauer: 300 |

| 14. März 2009 20:00 Uhr | DHC Langenthal Sandra Thalmann (9:14) Darcia Leimgruber (36:21) Cyndy Kenyon (48:58) Martine Garland (53:04) Cyndy Kenyon (54:25) | 5:2 (1:0, 1:1, 3:1) Spielbericht | HC Lugano Kira Misikowetz (36:37) Kira Misikowetz (42:07) | Schorenhalle, Langenthal Zuschauer: 370 |

| 15. März 2009 15:00 Uhr | HC Lugano Danielle Bourgette (15:39) Carly Haggard (34:52) Kira Misikowetz (42:57) Carly Haggard (47:21) | 4:2 (1:1, 1:0, 2:1) | DHC Langenthal Darcia Leimgruber (2:52) Cyndy Kenyon (46:39) | Pista Resega, Lugano Zuschauer: 400 |

### Kader des Schweizer Meisters
| Schweizer Meister HC Lugano | Torhüter: Maruska Giovannini, Jessica Müller Abwehr: Elisa Ballardini, Danielle Bourgette, Nathalie Buser, Ruth Künzle Angriff: Nicole Bullo, Cristina Cadlolo, Jessica Celio, Romy Eggimann, Stephanie Gyseler, Carly Haggard, Fiona McLeod, Bettina Meyer, Kira Misikowetz, Iris Müller, Evelina Raselli, Nicole Schneider, Simona Teggi Trainerstab: Beat Eggimann, Angelo Petraglia |

### Beste Scorer
| Spieler            | Mannschaft     | Tore | Assists | Punkte |
| ------------------ | -------------- | ---- | ------- | ------ |
| Carly Haggard      | HC Lugano      | 13   | 6       | 19     |
| Kira Misikowetz    | HC Lugano      | 6    | 10      | 16     |
| Cindy Kenyon       | DHC Langenthal | 7    | 5       | 12     |
| Iris Müller        | HC Lugano      | 0    | 9       | 9      |
| Jennifer Hitchcock | ZSC Lions      | 4    | 4       | 8      |
| Martine Garland    | DHC Langenthal | 3    | 4       | 7      |
| Darcia Leimgruber  | DHC Langenthal | 6    | 0       | 6      |
| Michaela Ďurčanská | Küssnachter SC | 4    | 2       | 6      |

## Play-outs
| Rang | Verein                  | Sp | S | OTS | OTN | N | Tore  | Punkte |
| ---- | ----------------------- | -- | - | --- | --- | - | ----- | ------ |
| 1.   | EHC Visp                | 7  | 6 | 1   | 0   | 0 | 70:22 | 20     |
| 2.   | HC Université Neuchâtel | 8  | 5 | 0   | 1   | 2 | 36:33 | 16     |
| 3.   | Rapperswil-Jona Lakers  | 7  | 3 | 0   | 1   | 3 | 20:40 | 10     |
| 4.   | EHC Wallisellen         | 8  | 2 | 0   | 0   | 6 | 30:39 | 6      |
| 5.   | Fribourg Ladies HC      | 8  | 1 | 1   | 0   | 6 | 23:45 | 5      |

Legende: Nächste Saison LKA, Nächste Saison LKB